# Società Sportiva R.O.I. Lazio Calcio Femminile 1983
Questa voce raccoglie le informazioni riguardanti la Società Sportiva R.O.I. Lazio Calcio Femminile nelle competizioni ufficiali della stagione 1983.

## Rosa
Rosa aggiornata alla fine della stagione.
| N. |                   | Ruolo | Calciatrice            |
| -- | ----------------- | ----- | ---------------------- |
|    | Italia (bandiera) | D     | Paola Bevilacqua       |
|    | Italia (bandiera) | C     | Elena Biondi           |
|    | Italia (bandiera) | D     | Alessandra Castellucci |
|    | Italia (bandiera) | P     | Simona Ceccarelli      |
|    | Italia (bandiera) | A     | Antonella Del Rio      |
|    | Italia (bandiera) | D     | Maura Furlotti         |
|    | Italia (bandiera) | C     | Rita Messina           |
|    | Italia (bandiera) | D     | Bianca Micieli         |
|    | Italia (bandiera) | D     | Ornella Montesi        |
|    | Italia (bandiera) | A     | Patrizia Mudanò        |

| N. |                   | Ruolo | Calciatrice          |
| -- | ----------------- | ----- | -------------------- |
|    | Italia (bandiera) | C     | Maria Paola Musici   |
|    | Italia (bandiera) | P     | Alessandra Nappi     |
|    | Italia (bandiera) | A     | Rosanna Rinaldi      |
|    | Italia (bandiera) | P     | Eva Russo            |
|    | Italia (bandiera) | C     | Gloria Schmitt       |
|    | Italia (bandiera) | A     | Catia Silvestri      |
|    | Italia (bandiera) | C     | Alessia Sivori       |
|    | Italia (bandiera) | D     | Patrizia Spaccatrosi |
|    | Italia (bandiera) | A     | Wess                 |